# Kildevæld
Ved et kildevæld forstås det sted, hvor grundvandet trænger frem på jordoverfladen som et vældhul, en større vældflade eller som flere småvæld tæt ved hinanden. Hvor kilden udspringer i kalkrige områder, er kildevandet kalkholdigt eller hårdt.
Kildevæld er betegnelsen for en naturtype i Natura 2000-netværket, med nummeret 7220.

## Plantevækst
Blandt planter, der findes ved kildevæld med kalkholdigt vand, kan nævnes
- Sideskærm (Berula erecta)
- Vandkarse (Cardamine amara)
- Langakset star (Carex appropinquata)
- Krognæbstar (Carex lepidocarpa)
- Almindelig milturt (Chrysosplenium alternifolium)
- Elfenbenspadderok (Equisetum telmateia)
- Vinget perikon (Hypericum tetrapterum)
- Vibefedt (Pinguicula vulgaris)

### Mosser
Mosser i kildevæld:
- Gulgrøn kuglekapsel (Bartramia pomiformis)
- Nedløbende bryum (Bryum pseudotriquetrum)
- Fedtet krogmos (Hamatocaulis vernicosus)
- Bredbladet vældmos (Palustriella commutata)

## Forekomst
Af eksempler på kildevæld med hårdt vand kan nævnes blåkilderne i Rold Skov, kilder i Yding Skov og Grejsdal og kilder i Brobæk Mose ved Gentofte sø nord for København.